# Codium tomentosum
Codium tomentosum es una especie de alga verde de la familia Codiaceae. Sus nombres comunes incluyen cuerno de terciopelo y alga esponja.

## Descripción
La rizoide de C. tomentosum tiene forma de platillo y tiene hebras estrechamente tejidas que le dan una apariencia uniforme. El talo o fronda tiene una estructura dicotómica, muy ramificada, con ramas delgadas, cada una con una sección transversal circular. Crece a 30 cm (12 pulg.) de largo y esponjoso, con textura de fieltro. Está cubierto de pelos incoloros que son visibles cuando se sumerge.

## Distribución y hábitat
C. tomentosum es originaria del noreste del océano Atlántico, desde las islas británicas por el norte hasta las Azores y Cabo Verde por el sur. También se ha registrado en las costas de África y en varias otras partes del mundo. La localidad tipo es Inglaterra. Se encuentra en la orilla inferior de rocas expuestas en pozas de marea.

## Ecología
El taxón relacionado, C. fragile subsp. tomentosoides, se ha extendido a varias partes del mundo, y en 2003 se realizó un estudio en Guernsey para ver si estaba desplazando o incluso eliminando C. tomentosum de la isla. Se encontró que, por el contrario, la especie nativa todavía prosperaba en la costa baja y que C. fragile subsp. tomentosoides se restringió a los charcos de rocas en la región del litoral medio superior.
Un estudio similar realizado en 2000 en costas expuestas en el oeste de Irlanda mostró que, en comparación con treinta años antes, C. fragile subsp. tomentosoides había disminuido mientras que C. fragile subsp. atlanticum había aumentado. El nativo C. tomentosum había mantenido el tamaño de su población y no había sido desplazado.
La babosa marina Elysia viridis se alimenta de C. tomentosum  y C. fragile y tiene una relación simbiótica con ellos..Cuando se ingieren los fluidos de las algas, los cloroplastos permanecen intactos y fotosintéticamente activos en los divertículos digestivos de la babosa durante algunos días. Continúan sintetizando azúcares que la babosa luego metaboliza. La actividad de los cloroplastos se degenera con el tiempo y necesitan ser reemplazados constantemente por un mayor consumo de Codium spp.

## Investigación
Se ha aislado una lectina denominada tomentina mediante cromatografía de afinidad de C. tomentosum. Muestra actividad específica de N-acetilglucosamina y se ha encontrado que es rico en glicina, treonina y valina.